# Lynette Fromme
Lynette Alice „Squeaky” Fromme (ur. 22 października 1948 w Santa Monica w Kalifornii) – amerykańska przestępczyni.
Należała do sekty Charlesa Mansona (jednak nie uczestniczyła w morderstwie Sharon Tate), gdzie nosiła przydomek Squeaky (piskliwa). 5 września 1975 strzelała z pistoletu kaliber .45 do prezydenta USA Geralda Forda, za co skazano ją na dożywotnie pozbawienie wolności. Tłumaczyła swój czyn pragnieniem zastraszenia głowy państwa i zwrócenia uwagi na kwestię ochrony środowiska. W 1987 podjęła nieudaną próbę ucieczki. Po odzyskaniu wolności w 2009 jest pod nadzorem policji.